# Centro de Derechos Humanos Miguel Agustín Pro Juárez
El Centro de Derechos Humanos Miguel Agustín Pro Juárez (ProDH) es una organización de la sociedad civil de México dedicada a la defensa, promoción sobre los derechos humanos. Fue fundado en 1988 por la Compañía de Jesús en México.

## Historia
El Centro Prodh fue fundado en 1988, en reacción a un clima de represión y persecución a activistas, líderes eclesiásticos, periodistas y defensores de derechos humanos por el gobierno de México, entonces encabezado por Miguel de la Madrid y posteriormente por Carlos Salinas de Gortari. Desde entonces trabaja en distintas áreas en este sector, como la defensa de sectores vulnerables de la sociedad mexicana que sufren violaciones a sus derechos por parte del estado mexicano o de su sistema de justicia, ayudando a investigar y denunciar en el proceso deficiencias de la impartición de la misma y promoviendo cambios legislativos. Dada su labor en estas áreas, cuenta con un estatus consultivo ante el Consejo Social y Económico de Naciones Unidas, y ante la Organización de los Estados Americanos (OEA).
Entre los casos de defensa de los derechos humanos que ha atendido el Centro Prodh se encuentran:
- Detención arbitraria de presuntos zapatistas en Yanga, Veracruz, 1995.[4] Se trató de una serie de detenciones arbitrarias a 18 personas que fueron acusadas de rebelión, terrorismo y conspiración, en el contexto de la ofensiva militar y judicial emprendida contra el Ejército Zapatista de Liberación Nacional por el estado mexicano, encabezada por entonces por Ernesto Zedillo Ponce de León. Los detenidos fueron acusados de pertenecer al EZLN y enfrentar con armas a la policía local. El caso fue defendido desde el ProDH por la abogada Digna Ochoa, quien fue asesinada en 2001.[5]
- Detención arbitraria de Javier Elorriaga y Elisa Benavides, en el contexto de esta misma ofensiva, por su relación con el EZLN.[5]
- Detención arbitraria y tortura de Rodolfo Montiel y Teodoro Cabrera. Defensores ambientalistas retenidos ilegalmente y torturados por soldados del Ejército Mexicano.[5]
- Caso Atenco, en donde distintos servidores públicos y elementos de corporaciones policiacas como la Agencia de Seguridad Estatal del Estado de México y la Policía Estatal del mismo, cometieron tortura, abuso sexual, detenciones arbitrarias y omisiones diversas contra pobladores del pueblo de San Salvador Atenco e integrantes del Frente de Pueblos en Defensa de la Tierra.
- Caso Lydia Cacho. Defensa de la periodista ante la denuncia penal que se hizo en su contra, por el supuesto delito de difamación, por Kamel Nacif Borge en el estado de Puebla. El caso ocurrió luego de la publicación de su libro Los demonios del edén.

## Premios y reconocimientos
- Reconocimiento al Compromiso con los demás 2016, otorgado por el Centro Mexicano para la Filantropía (CEMEFI)[6]
- Mención honorífica del Defensor del Pueblo Español y la Universidad de Alcalá, 2008
- Premio Human Rights Watch[3]
- Medalla Roque Dalton[3]